# Amarti è la mia dannazione
Amarti è la mia dannazione (So Evil My Love) è un film del 1948 diretto da Lewis Allen.
Pellicola di produzione britannico-statunitense girata in stile noir.

## Trama
Olivia Harwood, vedova di un missionario anglicano, si innamora di Mark, il suo pensionante, che dietro l'apparenza di un pittore sfortunato nasconde delitti e truffe di ogni genere. Soggiogata dal fascino insinuante di Mark, Olivia accetta di diventare dama di compagnia d'una sua amica d'infanzia, Susan, della quale possiede alcune lettere che attestano le sue infedeltà al marito Raymond, un pari d'Inghilterra.
Fallito il tentativo di ricattare Raymond (che ha scoperto la vera identità di Mark e minaccia ora di denunziarlo alla polizia), Olivia arriva al punto di ucciderlo facendo ricadere la colpa sull'amica Susan, illudendosi in tal modo di salvare sé stessa e il proprio amante. Quando finalmente si rende conto della gretta ipocrisia di Mark e della vanità del suo amore per lei, Olivia compie un gesto estremo per salvare Susan dalla condanna a morte.

## Produzione
Il film fu prodotto dalla Hal Wallis Productions.

## Distribuzione
Il pellicola fu distribuita dalla Paramount. La prima si tenne il 3 marzo del 1948 a Londra e il film fu proiettato negli Stati Uniti il successivo 21 luglio.